# Alan Ormsby
Alan Ormsby (nascut el 14 de desembre de 1943) és un director, guionista, maquillador, actor i autor estatunidenc.

## Carrera cinematogràfica
Ormsby va començar a treballar en llargmetratges amb el dirigit per Bob Clark, Children Shouldn't Play with Dead Things (1972), que va protagonitzar la seva llavors dona Anya Ormsby. A més d'escriure el guió de la pel·lícula, Ormsby va interpretar el protagonista, Alan, i va proporcionar els efectes de maquillatge de la pel·lícula. Dos anys més tard, Ormsby i Clark van tornar a formar equip a  Dead of Night .
Deranged, una pel·lícula de terror inspirada en l'assassí en sèrie Ed Gein, va veure Clark produint amb Ormsby escrivint i codirigint el llargmetratge (amb Jeff Gillen), mentre que Death of Night va veure Clark dirigint un altre guió d'Ormsby. A la dècada de 1980, Ormsby va continuar com a guionista, escrivint els guions de My Bodyguard (1980), The Little Dragons (1980), Cat People (1982) de Paul Schrader i Porky's II: The Next Day (1983) de Clark. Ormsby va tornar a dirigir Popcorn (1991). Escrit per Ormsby, la producció cinematogràfica el va veure deixar la cadira del director ben aviat, per ser substituït per l'actor de Porky's Mark Herrier. A principis dels 90, se'l va incorporar per escriure el guió d'un remake de The Mummy per a Joe Dante, que el va elogiar, però més tard va contractar John Sayles per reescriure el guió el novembre de 1993. El 1996, va coescriure The Substitute, que es va convertir en una sèrie de pel·lícules d'èxit.

## Altres obres
A més del seu treball al cinema, Ormsby és conegut per ser autor del llibre d'efectes de maquillatge especial dels anys 70 Movie Monsters. També va crear el popular ninot Hugo: Man of a Thousand Faces, que apareixeria al programa de varietats de The Pee-wee Herman Show i Uncle Floyd.